# Лунмынь (пещеры)
Лунмы́нь (кит. трад. 龍門石窟, упр. 龙门石窟, пиньинь lóngmén shíkū, буквально: «Каменные пещеры у Драконовых ворот») — комплекс буддийских пещерных храмов в китайской провинции Хэнань, в 12 км к югу от Лояна. Наряду с Могао и Юньганом считается одним из трёх наиболее значительных пещерных храмовых комплексов Китая. Входит в составленный ЮНЕСКО перечень Всемирного наследия. Высечен в 495—898 годах в известняковых скалах по берегам реки Ихэ.
Пещеры тянутся на протяжении километра по склонам гор Сяньшань и Лунмэньшань, между которыми есть речка. Точное количество скрытых в толще скалы произведений искусства неизвестно. По официальным оценкам, здесь имеется 2345 гротов и углублений с 43 храмами, которые содержат около 2800 надписей и порядка 100 000 изображений религиозного характера. Обустройство храмов началось в 493 году во времена империи Северная Вэй, однако приблизительно 60 % статуй относятся ко времени империи Тан (VII—IX вв.).

## Архитектура комплекса
Состоит из нескольких сотен пещер, главные из которых (Биньян, 500—523, Гуян, 495—575, и Фынсянь, 627—675) включают статуи буддийских божеств (в том числе Будды Вайрочана, 672—676, высота около 15 м), рельефы, изображающие монахов, небесных танцовщиц, торжественные процессии. Для монументально-величественной скульптуры Л. характерны изящество пропорций, графическая чёткость прорисовки деталей, сочетающаяся с пластически-мягкой трактовкой форм.

Лунмынь (пещеры)
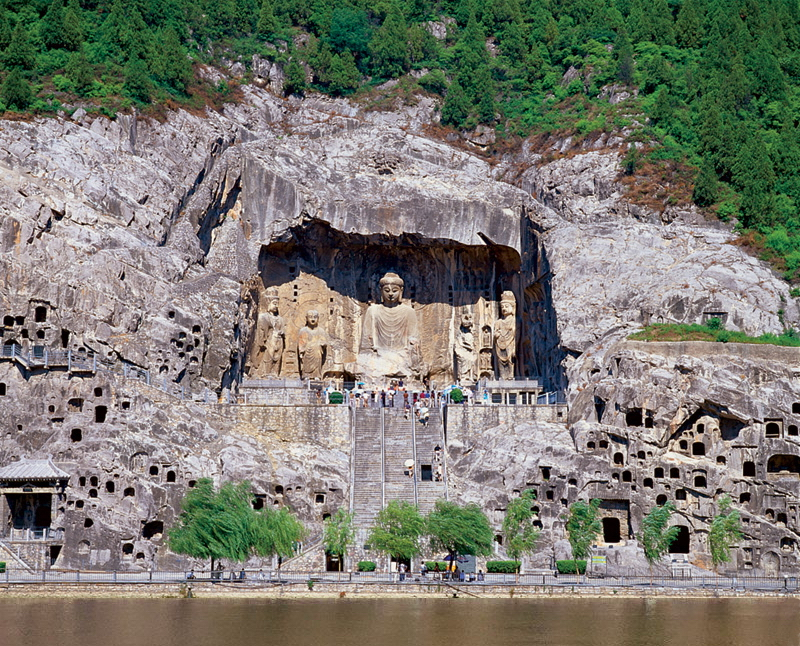
Общий вид на пещеры с реки.
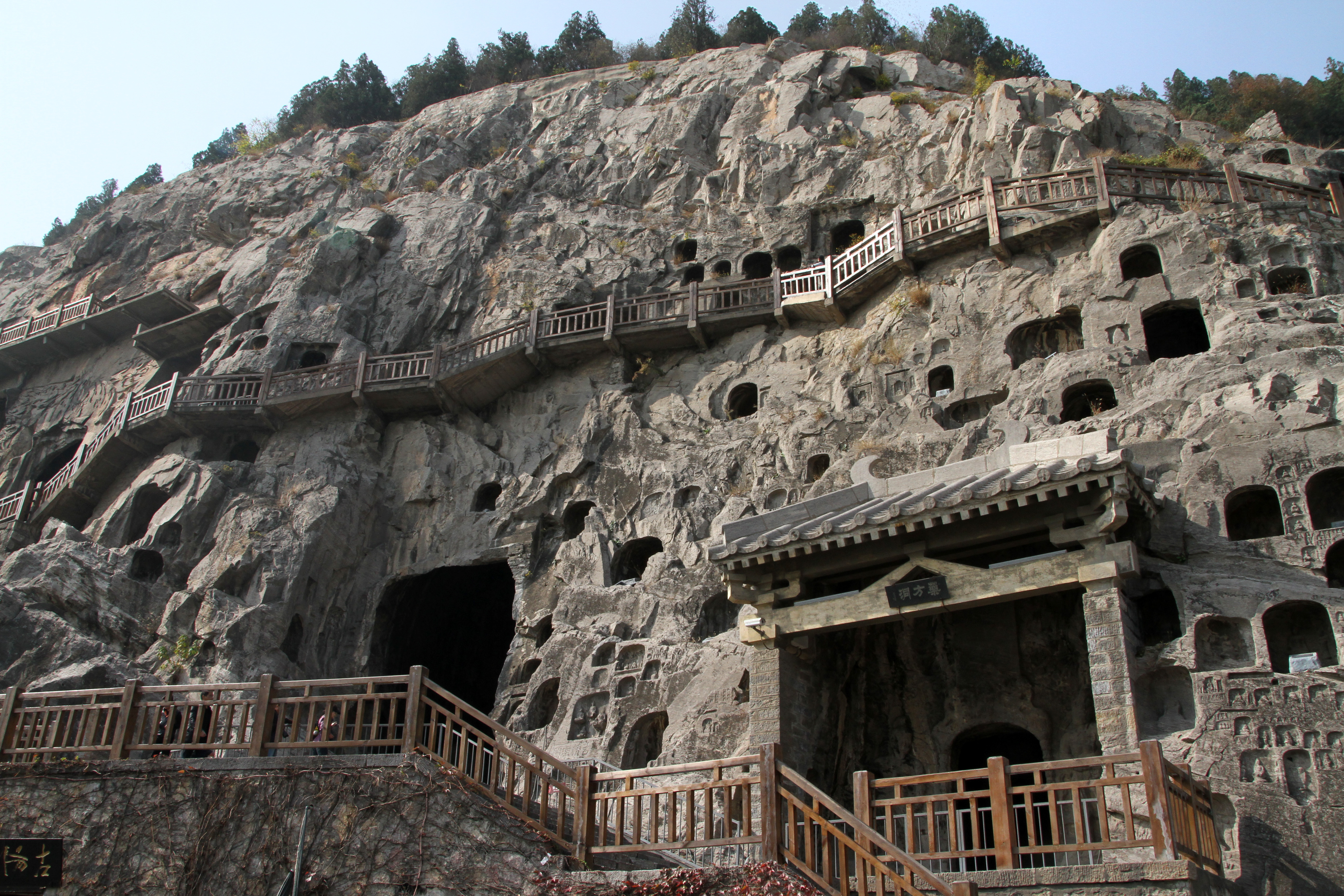
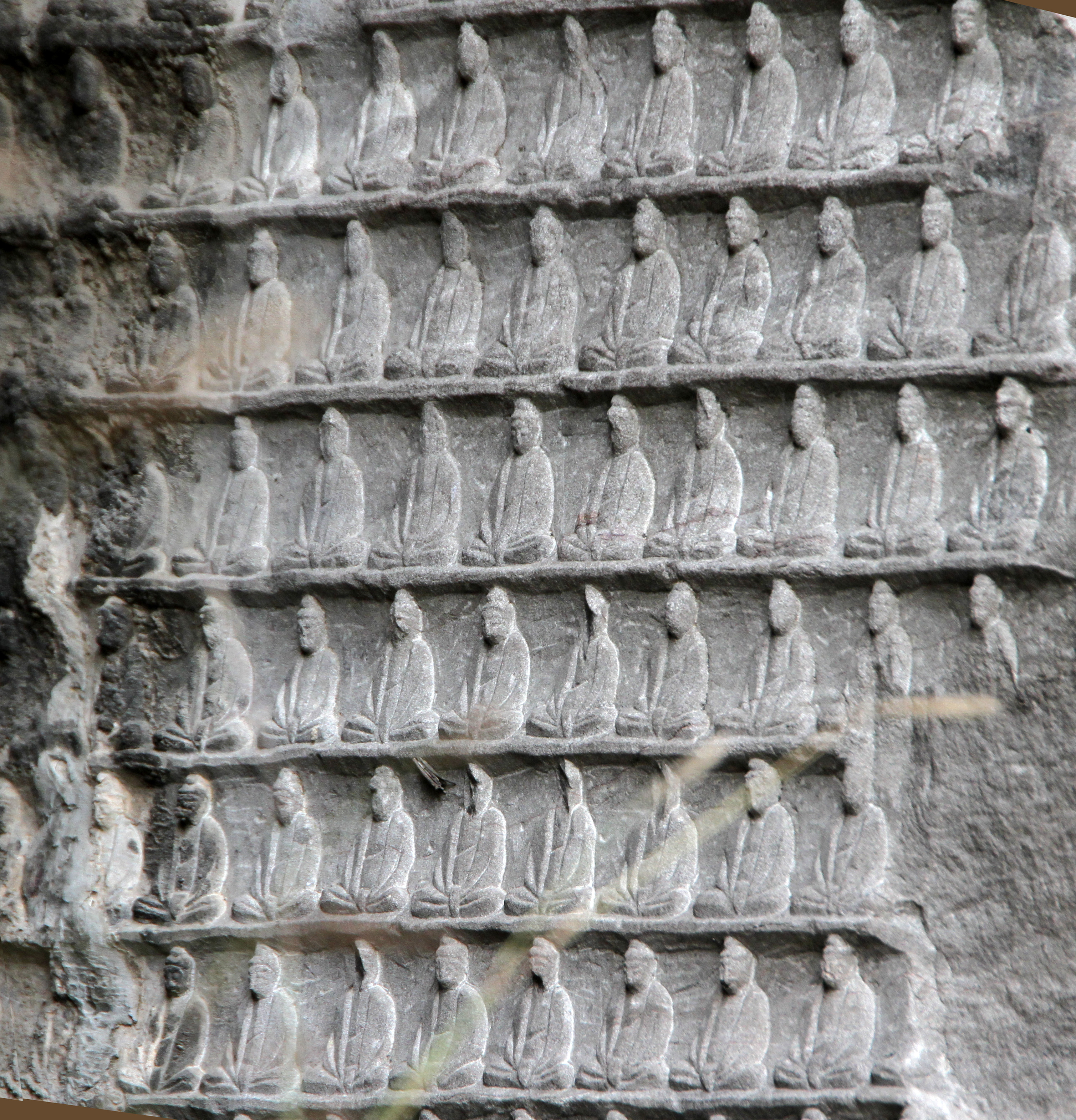
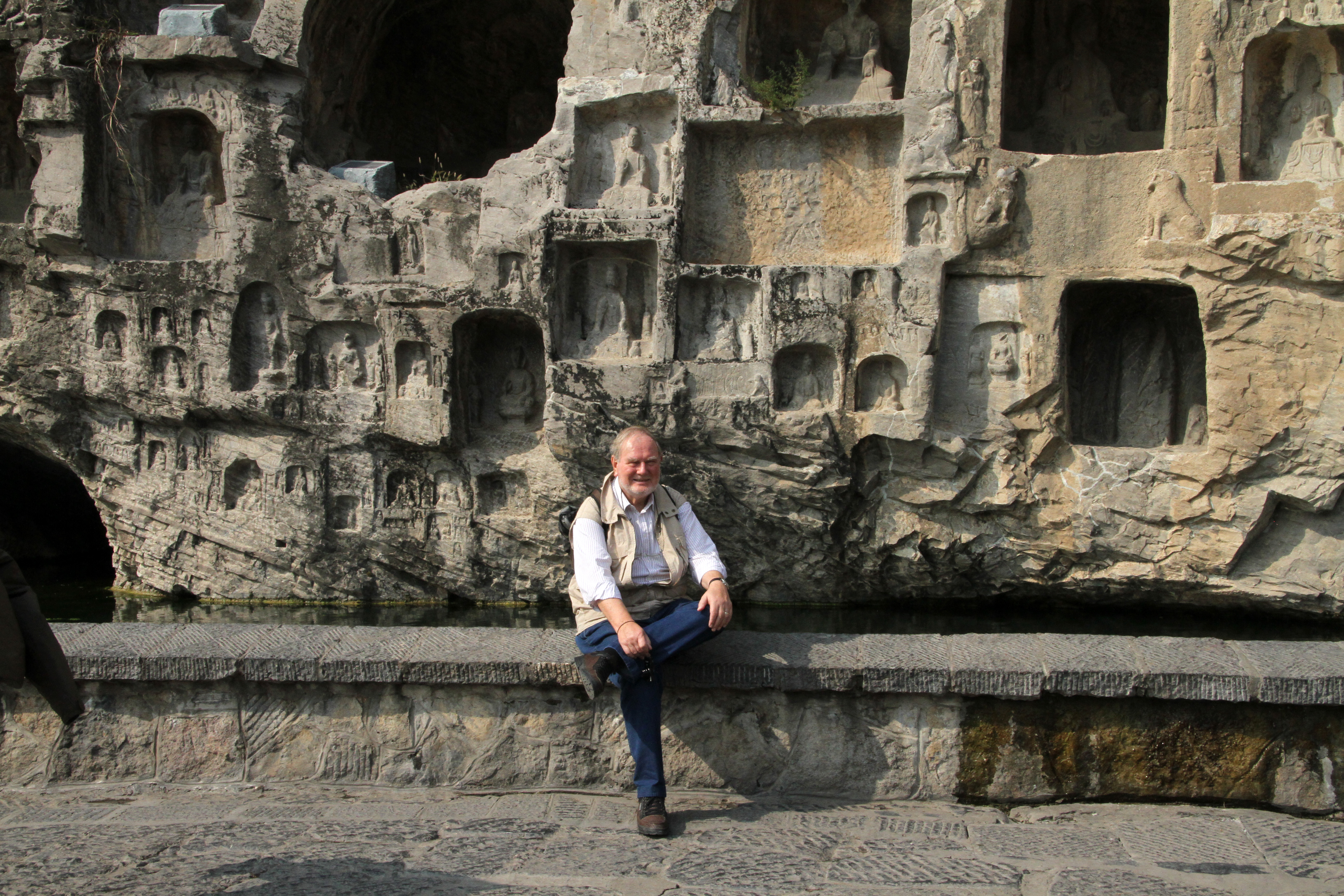
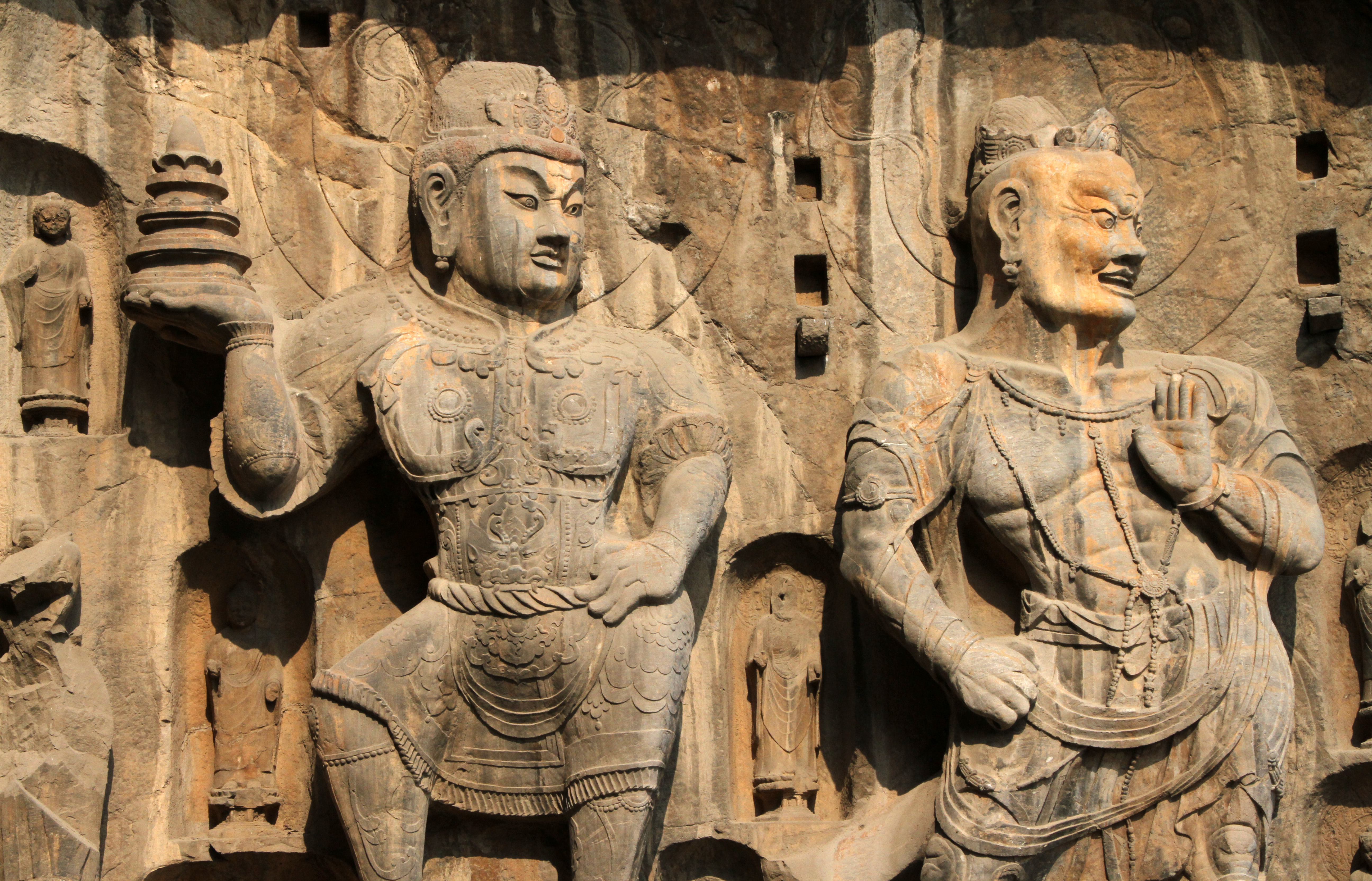
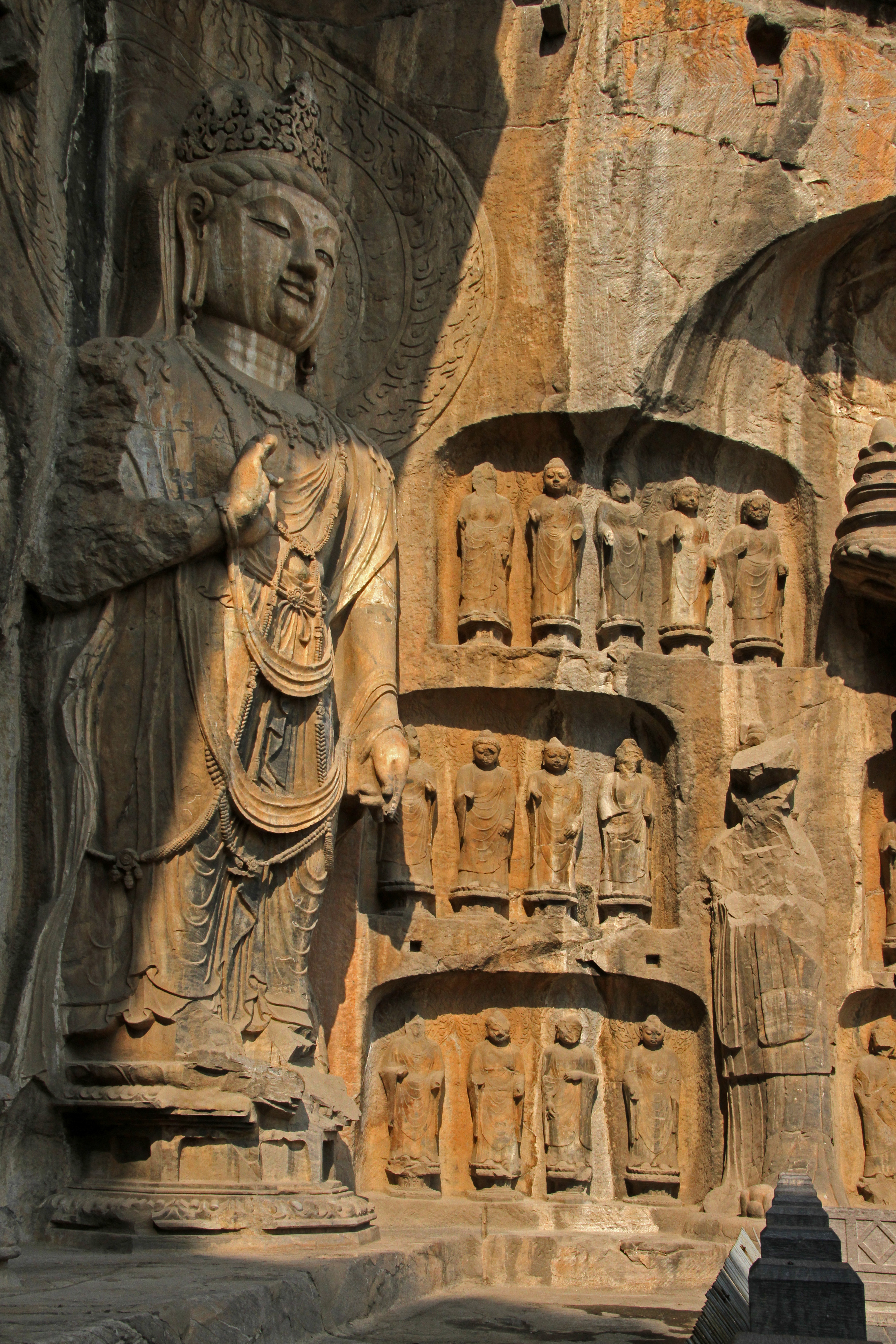
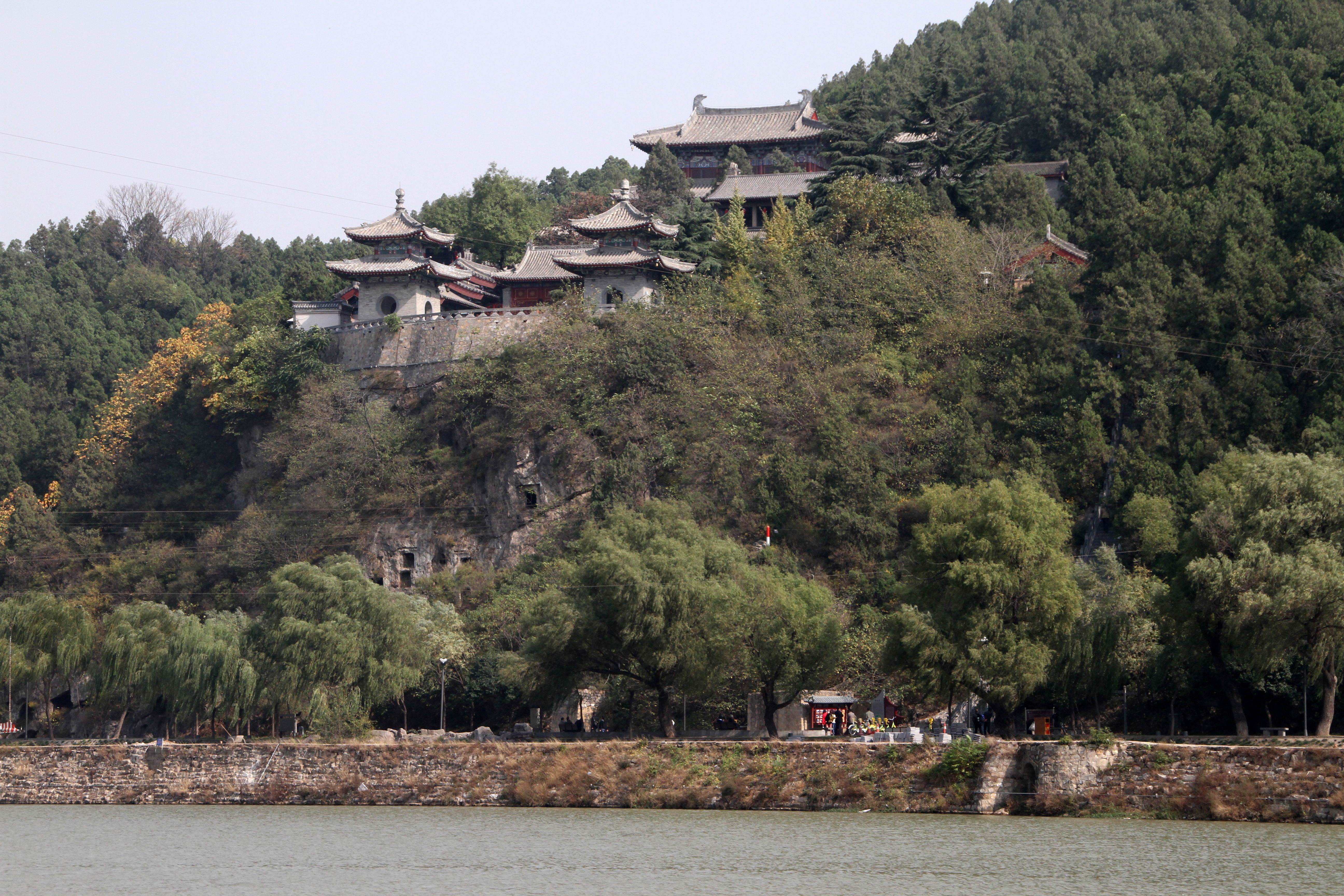